# Perfluorbutaansulfonzuur
Perfluorbutaansulfonzuur, afgekort als PFBS is een sulfonzuur met een volledig gefluoreerde fluorkoolstofketen met vier koolstofatomen. Het is een kleurloze vloeistof, die niet in de natuur voorkomt. Het dissocieert volledig in water.
PFBS is een gefluoreerde oppervlakte-actieve stof. De fluorkoolstofketen van PFBS en gelijkaardige perfluoralkaansulfonzuren is tegelijk hydrofoob en lipofoob (water- en olieafstotend), terwijl de polaire groep hydrofiel is. Deze combinatie maakt ze geschikt als oppervlakte-actieve stoffen.
PFBS is ingevoerd als vervanger van perfluoroctaansulfonzuur (PFOS), dat een persistente, bioaccumuleerbare stof is die giftig is voor zoogdieren en mogelijk carcinogeen. PFBS is ook persistent in het milieu; het is niet biologisch afbreekbaar en hydrolyseert niet in water. Maar het is minder toxisch voor mensen; de bioconcentratiefactor en halveringstijd in mensen is lager dan die van PFOS. De stof blijkt ook weinig toxisch te zijn voor vogels, algen, vissen en ongewervelde waterdieren.